# Ziarat

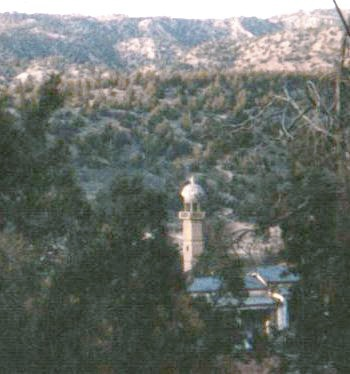
Ziarat

Ziarat (Urdu: زیارت) es la capital del distrito de Ziarat, Baluchistán, Pakistán. Se encuentra a 30 ° 22 '51 N, 67 ° 43' 37 E con una altitud de 2.453 metros (8.050 pies), y es un famoso centro turístico de Baluchistán. Es famosa por ser la segunda mayor forestasión en Juniper en el mundo y casi todos los viajes de Karachi a Quetta necesitan parada en Ziarat. Ziarat (literalmente ziarat es un santuario islámico) fue la residencia de verano del comisario jefe de Baluchistán, y sanatorio para las tropas europeas en Quetta: 8.850 pies (2.700 m) por encima del mar y 33 m por la carretera desde la estación de tren. Hay un buen suministro de agua, y las colinas de los alrededores están bien arboladas y pintorescas.